# 稲野和子
稲野 和子（いなの かずこ、1935年1月3日 - 2014年12月18日）は、日本の女優。本名は福田和子。新潟県新潟市出身。夫は演出家・脚本家の福田陽一郎。

## 来歴・人物
新潟青陵高等学校卒業後、実践女子短期大学に入学するも、入学した年の秋に休学届を出して劇団民藝に研究生として入り、1956年に『煉瓦女工』で初舞台を踏むが、これが父親の反対に遭ったことで、一度大学に復学。
結局大学は1956年秋に中退し、翌1957年、文学座に研究生として入り、1959年に『マヤ』のフィフィンヌ役でデビュー。1964年に座員となり、晩年まで所属して舞台に上がり続けると共に、テレビドラマや映画にも多数出演した。
1982年当時のプロフィールでは、趣味は音楽鑑賞と麻雀と紹介されている。
2014年12月18日午前1時21分、子宮頸癌のため自宅で死去、79歳没。

## 出演

### テレビドラマ
- 生きていた光秀（1960年、CX）
- 若き日の信長（1961年、NET）
- 天狗女房（1961年、NTV）
- 忠直卿行状記（1961年、NTV）
- おかあさん（1961年、TBS）
- 喪われた街（1962年、NHK）
- 正塚の婆さん（1963年、TBS）
- 青春放課後（1964年3月23日、NHK） - 京子
- 幕末（1964年、TBS）
- 大河ドラマ（NHK）
  - 太閤記（1965年）
  - 徳川家康（1983年）
- ザ・ガードマン（TBS / 大映テレビ室）
  - 第44話「コンクリートの下」（1966年）
  - 第77話「鍵のなかの死刑台」（1966年）
  - 第175話「悪女が目をさます旅」（1968年）
  - 第179話「殺し屋の来た島」（1968年）
  - 第181話「危険を拾った娘」（1968年）
  - 第192話「人殺しへの脱走」（1968年）
  - 第207話「今晩は宝石泥棒デス」（1969年）
  - 第231話「うるさい夫を片づける方法」（1969年）
  - 第238話「女がライバルを殺す方法」（1969年）
  - 第253話「逃亡のカサブランカ」（1970年）
  - 第256話「アムステルダム空港の女」（1970年）
  - 第261話「モロッコの真赤な太陽」（1970年）
  - 第269話「団地奥さんがスターになる方法」（1970年）
  - 第284話「ヨーロッパで顔を失った男」（1970年）
  - 第291話「バクチで稼ごう! 団地奥さん」（1970年）
  - 第300話「ひとりぼっちの坊やハワイ珍道中」（1971年）
  - 第313話「素晴らしきハワイ！恋とビキニと殺人」（1971年）
  - 第331話「ドッキリ喜劇・ヌード売ります!」（1971年）
  - 第342話「教育ママの狂った大競争」（1971年）
- 素浪人 月影兵庫 第1シリーズ 第25話「怒り虫は笑っていた」（1966年、NET） - いと
- 新吾十番勝負 第10話「きつね御殿」（1966年、TBS / 松竹テレビ室）- 小夜姫
- スター推理劇場 / 一年半待て（1968年、CX） - 脇田静代
- 朱の女（1968年、CX）
- スープのできるまで（1968年、NHK）
- 三匹の侍 第6シリーズ 第25話「夜明け」（1969年、CX） - お時
- 徳川秀忠の妻（1969年、CX）
- 大坂城の女（1970年、KTV）
- 男は度胸（1970年、NHK）
- 鬼平犯科帳（NET / 東宝）
  - 第1シリーズ 第37話「おみね徳次郎」（1970年） - おみね
  - 第2シリーズ 第16話「掻掘のおけい」（1972年） - おけい
- 徳川おんな絵巻 第40話「女相続人の恐怖」・第41話「闇に光る眼」（1971年、KTV）
- キイハンター 第169話「さよなら・美しい眼のない死体」（1971年、TBS / 東映） - 白鳥嵐子
- 木枯し紋次郎（CX / C.A.L）
  - 第1シリーズ 第15話「背を陽に向けた房州路」（1972年） - お銀
  - 第2シリーズ 第3話「水車は夕映えに軋んだ」（1972年） - お鶴
- 火曜日の女シリーズ / ホーム・スイート・ホーム（1972年、YTV）
- 荒野の用心棒 第31話「女怨み唄 地の果てに流れ…」（1973年、NET）
- 狼・無頼控 第4話「地獄の罠」（1973年、MBS） - おりん
- 子連れ狼 第1部 第22話「渡り徒士」（1973年、NTV） - つる
- 水戸黄門（TBS / C.A.L）
  - 第6部 第17話「若君替玉作戦 -松山-」 （1975年）‐ お銀の方
  - 第17部 第12話「銃に群がる悪い奴 -堺-」（1987年） - おひで
  - 第18部 第19話「幸せ運んだ子守唄 -島原-」（1989年）
- 必殺シリーズ（ABC / 松竹）
  - 必殺仕置屋稼業 第21話「一筆啓上逆夢が見えた」（1975年） - お袖
  - 必殺仕業人 第27話「あんたこの逆恨をどう思う」（1976年） - お駒
- 冒険（1975年、THK）
- 江戸の旋風（1975年、CX）
- 大都会 闘いの日々 第27話「雨だれ」（1976年、NTV / 石原プロ） - 高岡栄子
- 鯛めしの唄（1976年、CX）
- 桃太郎侍 （NTV / 東映）
  - 第7話「つばめの詩」（1976年） - お品
  - 第37話「尼僧の館に黒い雨」（1976年） - 極月院
- Gメン'75（TBS / 東映）
  - 第36話「女刑事を襲った男」（1976年） - 岡本久乃
  - 第55話「Gメンの首」（1976年） - 坂本麻耶
  - 第65話「真夏の夜の連続女性殺人事件」（1976年） - つね
  - 第90話「スキー場首吊り殺人事件」（1977年）
  - 第98話「女子大生の中のニセ刑事」（1977年） - 江口邦子
  - 第161話「嘘つき警官」（1978年） - 内藤静子
  - 第300話「盗まれた女たち」- 第301話「盗まれた女たち PART-2」（1981年） - 大西昌子
  - 第315話「独房の中の花嫁」（1981年） - 北岡すみ江
- 遠山の金さん 杉良太郎版 第64話「引廻しの女」（1976年、NET） - おしげ
- いろはの"い" 第33話「記者無情」（1977年、NTV / 東宝） - 筧ともこ
- 大追跡 第19話「ご不要な亭主始末します」（1978年、NTV / 東宝） - 宇津木夫人
- 吉宗評判記 暴れん坊将軍（ANB）
- 瀬戸の花嫁（1978年、CX）
- 熱中時代 第2シリーズ 第4話「家庭訪問トラブル・ノート」（1980年、NTV） - 母親・里子
- 悪党狩り 第3話「嵐の中の母子草」（1980年、12ch / 松竹 / 藤映像コーポレーション） - おりょう
- 木曜座 / 離婚ともだち（1980年、MBS）
- サンキュー先生 第5話「もやしっ子の挑戦」（1980年、ANB） - 中島真一（浅野光伸）の母親役
- 柳生十兵衛あばれ旅（1982年、ANB / 東映） - 美音
- ザ・サスペンス（TBS）
  - 十津川警部シリーズ(2)ミステリートレイン日本一周「旅号」殺人事件 火を噴く桜島－流氷の網走 全国6,119km次々起こる謎の殺人!!（1983年）
- 水曜ドラマスペシャル / 秘められた関係（1986年、TBS）
- 松本清張サスペンス・見送って（1986年、KTV / 松竹）
- 銀河テレビ小説 / お入学（1987年、NHK）
- 長七郎江戸日記 第2シリーズ 第38話「牛吉の純情」（1988年、NTV / ユニオン映画） - おちか
- ドラマ23 / 悪女聖書（1988年、TBS）
- 火曜サスペンス劇場（NTV）
  - 白衣の天使殺人事件（1982年）
  - 死を運んだ宅配便（1986年） - 石川久子
- 土曜ワイド劇場（ANB）
  - 不倫の女 院長夫人の若すぎる犯罪（1984年）
  - 小樽殺人事件・北海〜能登〜安曇野・黒揚羽蝶は死の予告! オタモイ岬の女（1986年）
  - 古都金沢・雪の殺意（1990年）
  - 棟居刑事の青春の雲海（2008年） - 矢吹寿増恵
- 大岡越前 第12部 第18話「千両富は誰のもの!?」（1992年2月17日、TBS / C.A.L） - とめ

### 映画
- アラブの嵐（1961年）
- 放浪記（1962年）
- 砂の上の植物群（1964年）
- 殺人者を消せ（1964年）
- おんなの渦と淵と流れ（1964年）
- ギャングの肖像（1965年）
- 現代悪党仁義（1965年）
- 結婚相談（1965年）
- 何処へ（1966年）
- 893愚連隊（1966年）
- 悪童（1966年）
- 栄光への挑戦（1966年）
- 任侠柔一代（1966年）
- 四谷怪談 お岩の亡霊（1969年）
- 大日本スリ集団（1969年）
- エロス+虐殺（1970年）
- 闇の中の魑魅魍魎（1971年）
- 告白的女優論（1971年）
- 初めての愛（1972年）
- にっぽん三銃士 おさらば東京の巻（1972年）
- 御用牙 かみそり半蔵地獄責め（1973年）
- 喜劇 だましの仁義（1974年）
- ノストラダムスの大予言（1974年） - 浜子[4]
- 妖婆（1976年）
- 地獄（1979年）
- 紅蓮華（1993年）

### 舞台
- マヤ
- かもめ
- 女の一生
- 華岡青洲の妻
- 怪談 牡丹燈籠
- 人間ぎらい
- おかしな二人
- ハロルドとモード
- ウェストサイドワルツ
- 背信の日々
- メリー・ウィドウへの旅
- 秋日狂乱
- 小さき神のつくりし子ら
- 家路
- 真実のゆくえ
- 華々しき一族
- 夜の来訪者
- 崩れた石垣のぼる鮭たち
- 女たちの宴
- 薔薇の花束の秘密

### 吹き替え
- 刑事コロンボ 野望の果て（ヴィクトリア・ヘイワード（ジョアンヌ・リンヴィル））
- 二都物語（ルシー・マネット（ドロシー・テューティン（英語版）））
- 野ばら（マリア（エリノア・イェンセン）） ※フジテレビ新版

### その他
- はばたけ!真理ちゃん（1974年、TBS）
- ラブラブショー（CX）
- 一枚の写真（CX）